# Старое Село (село, Можайский городской округ)
Старое Село — село в Можайском районе Московской области, в составе Сельского поселения Борисовское. Численность постоянного населения по Всероссийской переписи 2010 года — 8 человек. 

## География
Деревня расположена в южной части района, примерно в 11 км к югу от Можайска, на левом берегу реки Протвы, высота центра над уровнем моря 187 м. Ближайшие населённые пункты — Власово на противоположном берегу реки и Андреевское на юг.

## История
До 2006 года Старое Село входило в состав Борисовского сельского округа.
Постановлением Губернатора Московской области от 21 февраля 2019 года № 76-ПГ категория населённого пункта изменена с «деревня» на «село».